# The Anniversary
The Anniversary (bra: O Aniversário) é um filme britânico de 1968, dos gêneros comédia e drama, dirigido por Roy Ward Baker, e estrelado por Bette Davis. O roteiro de Jimmy Sangster foi baseado na peça teatral homônima de 1966, de Bill MacIlwraith.

## Sinopse
A Sra. Taggart é uma mulher caolha cujo marido, um empreiteiro de sucesso, morreu há dez anos. Enquanto é uma pessoa extremamente manipuladora e hostil, ela usa como pretexto seu aniversário de casamento para se reunir com seus três filhos: o mais velho, Henry (James Cossins), que é um travesti; o filho do meio, Terry (Jack Hedley), que planeja emigrar para o Canadá com sua esposa rabugenta Karen (Sheila Hancock) e seus cinco filhos; e o caçula Tom (Christian Roberts), que é um mulherengo promíscuo cujos inúmeros relacionamentos anteriores sempre terminaram por causa da intromissão de sua mãe, e que está de volta à cidade com sua noiva grávida Shirley (Elaine Taylor). Ao longo do dia e da noite, a matriarca dominadora, má e vingativa faz tudo ao seu alcance para lembrar aos filhos quem controla as finanças da família e, principalmente, suas vidas.

## Elenco
- Bette Davis como Sra. Taggart
- James Cossins como Henry Taggart
- Jack Hedley como Terry Taggart
- Christian Roberts como Tom Taggart
- Sheila Hancock como Karen Taggart
- Elaine Taylor como Shirley Blair, a noiva de Tom
- Timothy Bateson como Sr. Bird
- Arnold Diamond como Chefe de Mesa

## Produção
A peça teatral foi produzida pela primeira vez no West End com Mona Washbourne estrelando como Sra. Taggart. Bette Davis inicialmente recusou interpretar a personagem na adaptação cinematográfica, mas depois que Jimmy Sangster – que havia escrito o enredo de seu filme anterior, "The Nanny" (1965) – reescreveu o roteiro, ela concordou em interpretar o papel. Sheila Hancock, Jack Hedley e James Cossins foram escalados para reprisar os papéis que haviam desempenhado na produção teatral. Alvin Rakoff, originalmente escalado para dirigir o filme, foi substituído uma semana após o início das filmagens depois de entrar em conflito com Davis, que sentiu que ele "não tinha o primeiro conhecimento fundamental para fazer um filme, muito menos o que era um ator".
Rakoff, um diretor premiado que levou alguns atores a interpretações aclamadas (Laurence Olivier, Peter Sellers, etc.) rebateu: "Não é a mulher mais racional que alguém pode conhecer. Mas uma grande atriz de cinema. Ela não queria um diretor. Ela queria alguém encantado por ela. Inicialmente eu era. Mas eventualmente… Falar sobre eu torná-la subserviente à câmera é um absurdo. O roteiro continuou sendo uma peça teatral prolixa – dificilmente a melhor base para um filme. Minha remoção foi uma mistura de arrependimento e prazer".
Davis foi obrigada a usar um tapa-olho autoadesivo para fazer seu papel, o que não apenas provou ser uma irritação constante, mas também afetou seu equilíbrio.
Sheila Hancock sabia que Davis queria que Jill Bennett a substituísse, mas Bennett não estava disponível. O conceito de sistema das estrelas de Hollywood era estranho para Hancock, uma veterana da Companhia de Palco Inglesa no Royal Court Theatre, e ela se ressentiu com a atenção bajuladora que Davis recebeu, tudo somente por causa de seus sucessos anteriores. Quando todos chegaram ao set para ver a estrela filmar sua primeira cena, Hancock ficou "perplexa ... Levei um tempo para perceber que aquela era a maneira como Bette Davis estava acostumada a operar. Afinal, ela era uma rainha".
O filme foi gravado no Elstree Studios, em Hertfordshire, com um orçamento estimado de US$ 1.450.000.

## Recepção
A estreia britânica foi realizada no cinema Rialto, em Londres, em 11 de fevereiro de 1968.
Em sua crítica para o The New York Times, Renata Adler disse que o filme "não é um exemplo distinto do gênero Atriz Mais Velha Aterrorizante e Filicida, mas não é muito pesado. E o gênero não é tão distinto afinal".
A TV Guide classificou o filme com três de quatro estrelas, e comentou: "Davis é ótima, mas o filme sofre com a teatralidade da peça em que foi baseado".

### Bilheteria
De acordo com os registros da 20th Century Fox, o filme arrecadou US$ 1.352.000 nos Estados Unidos e US$ 1.450.000 no exterior, totalizando US$ 2.802.000 mundialmente.